# Герицієві
Герицієві (Hericiaceae) — родина грибів порядку русулальні (Russulales). Родина поширена в помірному поясі. Представники є сапротрофами на гниючій деревині.
За інформацією 10-го видання Словника грибів (Dictionary of the Fungi), родина містить 3 роди і 12 описаних видів.